# يقوة

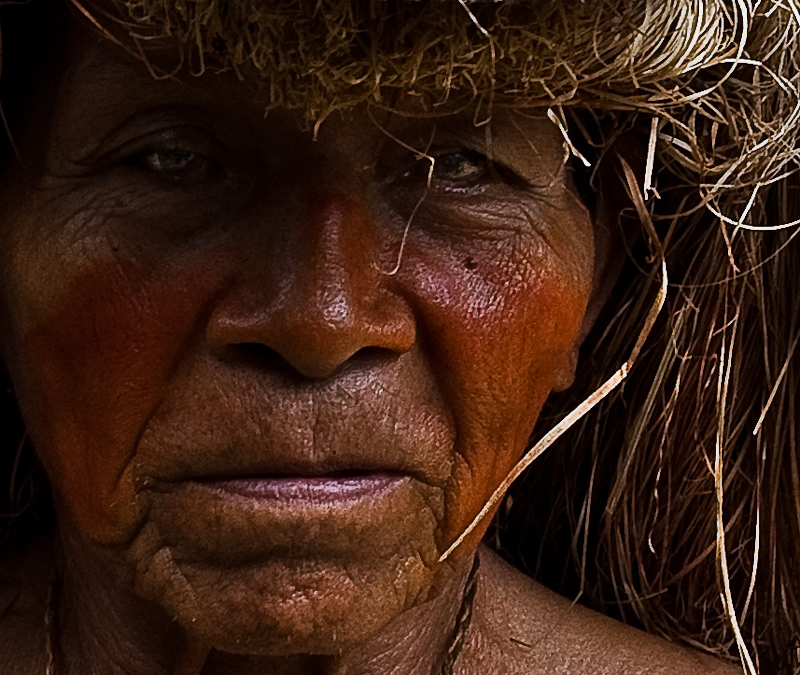
شيخ يقوة بالقرب من إكيتُس في البيرو

يَقْوَة أو يَكْوَة هم من السكان الأصليين في كُلُمبية وشمال شرق بيرو، ويبلغ عددهم نحو 6000.  يعيشون حاليًا بالقرب من أنهار الأمازون ونابو وبوتومايو ويَفاري وروافدهم. هاجر بعض اليقوة بدءًا من عام 2005 شمالًا إلى كُلُمبية بالقرب من مدينة لِتِسية.

## اللغة
لشعب اليقوة لغة خاصة بهم تسمى لغة اليقوة

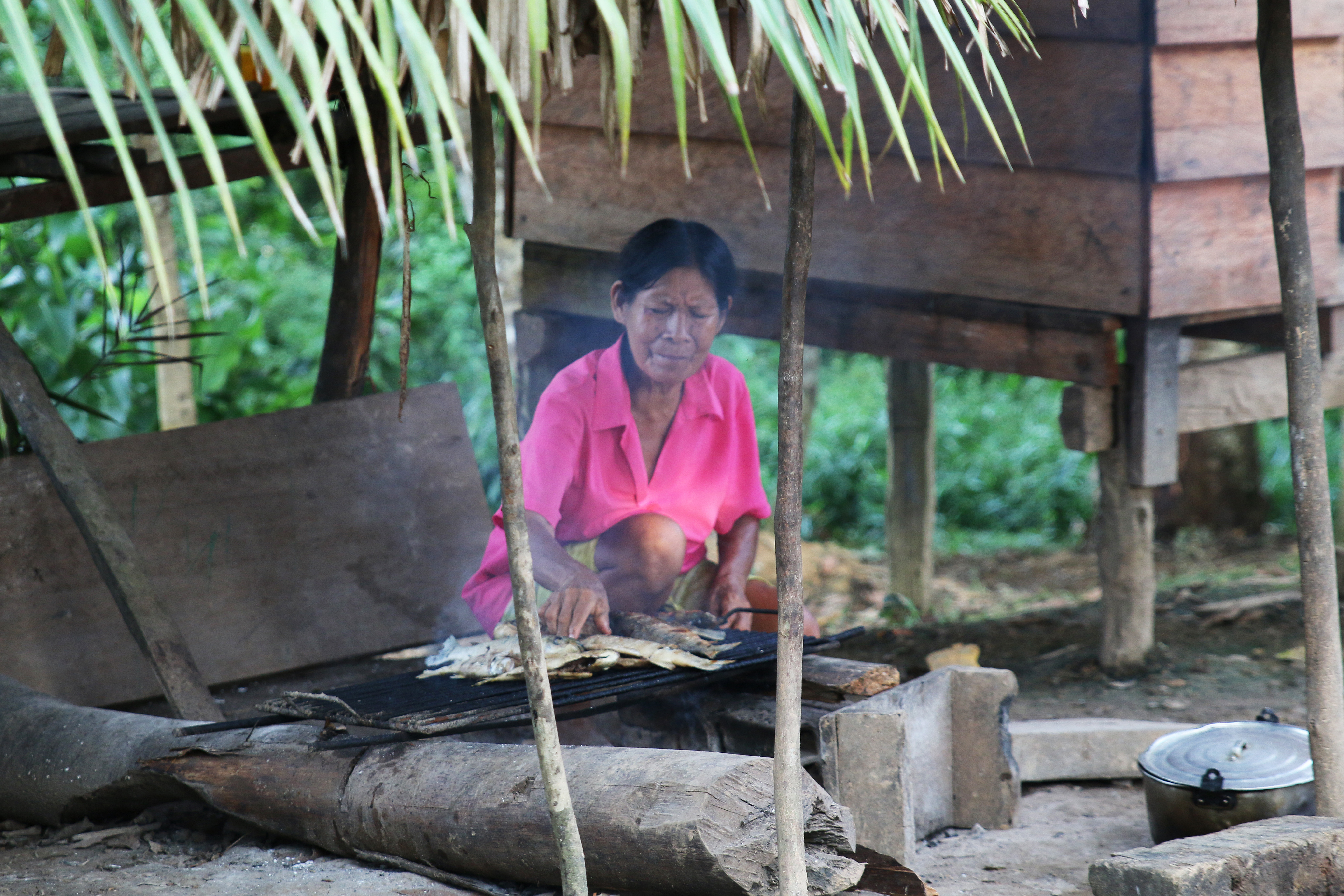
امرأة يقويّة تحضر السمك لتناول العشاء في لِبرتاد في كُلُمبية